# Rio di Vizze
Il Rio di Vizze (Pfitscher Bach in tedesco) è un torrente dell'Alto Adige. Nasce dal Gran Pilastro, nelle Alpi Aurine, forma la Val di Vizze bagnando le sue frazioni, in particolare Caminata e Prati di Vizze. Nel tratto terminale segna il confine tra Val di Vizze e Campo di Trens. Confluisce da sinistra nell'Isarco a valle di Vipiteno.